# Зельницкий, Григорий Кириллович
Григорий Кириллович Зельницкий (1762, Умань, Корона Королевства Польского — 24 января [5 февраля] 1828, Калуга) — российский педагог, издатель, краевед.

## Биография
Григорий Зельницкий родился в 1762 году в городе Умань Екатеринославского наместничества (сейчас в Черкасской области Украины) в семье протоиерея.
Учился в Киево-Могилянской академии и Петербургском главном народном училище.

### Педагогическая деятельность
С декабря 1786 года работал учителем старших классов Калужского главного народного училища. С 1804 года был учителем калужской гимназии, где преподавал естественную, всеобщую и русскую историю, географию и статистику. В 1812 году стал директором гимназии.
В 1805 году получил степень доктора философии Московского университета.
В 1819 году получил дворянство за выслугу, в 1820 году — чин коллежского советника.
С 1827 года был директором училищ Калужской губернии.

### Издательская и краеведческая деятельность
В 1786 году опубликовал в журнале «Растущий виноград» статью «Нечто до воспитания касающееся», переведённую с греческого языка.
С 1794 года руководил калужской типографией и работал в ней корректором, издавал книги.
В 1794 году опубликовал в Калуге книгу «Странствование неумирающего человека по знатнейшим древним государствам, содержащее в себе тонкие критические рассуждения на древних дееписателей, представленные в любопытном и приятном виде» — свой перевод с польского языка сатирической повести Игнатия Красицкого «История, разделённая на две части». Тогда же здесь было выпущено для педагогических целей анонимное «Краткое начертание российской истории», которое, возможно, также написано Зельницким.
С 1804 года издавал в Калуге журнал «Урания», в котором публиковались статьи, посвящённые истории, географии, педагогике, а также литературные произведения — переводы, басни, эпиграммы, переложения церковных псалмов. Большую часть материалов писал сам Зельницкий, а также его ученики из калужской гимназии. Было выпущено четыре книги журнала, после чего он закрылся в том же году, поскольку не получил популярности и собрал только 96 подписчиков.
В 1815 году в Москве напечатал «Описание происшествий 1812 г., случившихся в пределах Калужской губернии». Неопубликованными остались «Начертание наблюдений, касающихся до статистики и сельской экономии по Калужской губернии» и «Топография губернского города Калуги», в которой также содержались исторические данные о городе.
Умер 24 января (5 февраля по новому стилю) 1828 года в Калуге.

## Критика
«Странствование неумирающего человека по знатнейшим государствам» в 1804 году отметил в статье «Биография Игнатия Красицкого», опубликованной в «Северном вестнике», Василий Анастасевич.
Издававшийся Зельницким журнал «Урания» получал иронические отзывы. Один из них, опубликованный в 1810 году в «Вестнике Европы», принадлежит поэту Петру Вяземскому, который обнаружил ошибку в эпиграфе к журналу, взятому из шуточной оды Гавриила Державина «На счастье»: «Витийствуют ураньи в школах». На самом деле цитата должна была звучать как «Витийствуют уранги в школах», где слово «уранги» обозначает орангутанов.
Некто из ученых, желая распространить молву о славе своей далее К. уезда, в котором он жил, вздумал выдавать журнал под именем Урании. План сделан, материалы готовы; недостает одного эпиграфа. Беда! Без эпиграфа и книга не книга! Искать здесь, там, в библиотеках господ городских жителей... наконец находит он в стихотворениях Державина: Витийствуют ураньи в школах, и с восторгом берет стих сей для эпиграфа к своему изданию. Слова витийство, ураньи, школы, показались ему как нарочно для него прибранными. Но Боже мой! Как судьба над ним подшутила! Слово: ураньи, есть опечатка! Настоящий стих должен быть: Витийствуют уранги в школах. Какой удар для бедного журналиста и какое оружие насмешникам!Пётр Вяземский
В 1815 году историк Евгений Болховитинов писал Анастасевичу, что калужане говорили о статьях в «Урании», что «в статьях о Калужской губернии премножество наврано и увеличено».
Положительные отзывы получили опубликованные позднее краеведческие работы. «Описание происшествий 1812 г., случившихся в пределах Калужской губернии» благосклонно приняли в 1820 году в «Отечественных записках». В 1818 году совет Московского университета положительно оценил «Краткое начертание археологии».

## Семья
Вырастил нескольких дочерей. Одна из них, Елизавета, также занималась краеведением и в 1826 году напечатала в «Отечественных записках» ряд статей о городах Калужской губернии.